# Панайотов, Стефан
Стефан Панайотов (болг. Стефан Панайотов; род. 26 июля 1941) — болгарский боксёр, представитель легчайшей и наилегчайшей весовых категорий. Выступал за сборную Болгарии по боксу в период 1961—1971 годов, серебряный призёр чемпионата Европы, победитель и призёр многих турниров международного значения, участник летних Олимпийских игр в Токио.

## Биография
Стефан Панайотов родился 26 июля 1941 года.
Впервые заявил о себе на международной арене в сезоне 1961 года, когда в зачёте наилегчайшей весовой категории одержал победу на армейском чемпионате социалистических стран в Пловдиве и стал серебряным призёром чемпионата Балкан в Бухаресте. Год спустя на армейском чемпионате в Праге получил серебряную медаль, а на чемпионате Балкан в Софии — золотую. Был лучшим на домашнем международном турнире «Странджа» в Софии.
В 1963 году вошёл в основной состав болгарской национальной сборной и побывал на чемпионате Европы в Москве, откуда привёз награду серебряного достоинства, выигранную в наилегчайшем весе — в решающем финальном поединке по очкам уступил советскому боксёру Виктору Быстрову.
Благодаря череде удачных выступлений удостоился права защищать честь страны на летних Олимпийских играх 1964 года в Токио, однако в первом же поединке категории до 51 кг со счётом 2:3 потерпел поражение от поляка Артура Олеха.
После токийской Олимпиады Панайотов остался в составе боксёрской команды Болгарии и продолжил принимать участие в крупнейших международных турнирах. Так, в 1966 году он победил на полицейском чемпионате в Софии, стал серебряным призёром чемпионата Балкан в Белграде, принял участие в матчевых встречах со сборными ГДР и Польши.
В 1967 году боксировал на европейском первенстве в Риме, проиграв в четвертьфинале советскому боксёру Петру Горбатову.
В 1968 году принял участие в матчевой встрече со сборной Кубы, проиграв по очкам кубинцу Орландо Мартинесу, будущему олимпийскому чемпиону.
В 1969 году в наилегчайшем весе одержал победу на чемпионате Болгарии и на «Страндже».
Победил на чемпионате Балкан 1970 года в Варне.
На чемпионате Европы 1971 года в Мадриде на стадии 1/8 финала легчайшей весовой категории потерпел поражение от румына Аурела Думитреску.